# Karolina Wlodarczak
Karolina Wlodarczak (27 juni 1987) is een tennisspeelster uit Australië.
In 2008 debuteerde ze op een grand slam toen ze een wildcard kreeg en samen met Marija Mirković op het damesdubbel in de eerste ronde werd uitgeschakeld. Bij het damesenkelspel kwam ze niet verder dan het qualifiertoernooi van de Australian Open.
Wlodraczak heeft de Australische nationaliteit, maar heeft een Poolse achtergrond. Sinds 2010 speelt ze bij GT Tessenderlo